# Album al numero uno nella Billboard 200 nel 1998
Di seguito è proposta la lista degli album al numero uno nella Billboard 200 nel 1998.
La Billboard 200, pubblicata dalla rivista Billboard, è una classifica settimanale che considera i 200 album e EP più venduti negli Stati Uniti. I dati sono raccolti e compilati dalla Nielsen SoundScan prendendo in considerazione una serie di negozi a rappresentanza del 90% del mercato musicale statunitense. Oltre ai negozi di musica vengono presi in considerazione anche i reparti di musica nei negozi di elettronica e nei centri commerciali, così come le vendite business-to-consumer e quelle tramite internet.

## Billboard 200
| † | Indica l'album con le migliori prestazioni del 1998. |

| Data         | Album                                | Artista                     | Tot. sett. #1 | Unità vendute | Fonti         |
| ------------ | ------------------------------------ | --------------------------- | ------------- | ------------- | ------------- |
| 3 gennaio    | Sevens                               | Garth Brooks                | 5             | 678.000       | [ 2 ] [ 3 ]   |
| 10 gennaio   | Sevens                               | Garth Brooks                | 5             | 684.000       | [ 4 ] [ 5 ]   |
| 17 gennaio   | Let's Talk About Love                | Celine Dion                 | 1             | 284.000       | [ 5 ] [ 6 ]   |
| 24 gennaio   | Titanic †                            | James Horner e artisti vari | 16            | 243.000       | [ 7 ] [ 8 ]   |
| 31 gennaio   | Titanic †                            | James Horner e artisti vari | 16            | 419.000       | [ 9 ] [ 10 ]  |
| 7 febbraio   | Titanic †                            | James Horner e artisti vari | 16            | 664.500       | [ 11 ] [ 12 ] |
| 14 febbraio  | Titanic †                            | James Horner e artisti vari | 16            | 582.500       | [ 13 ] [ 14 ] |
| 21 febbraio  | Titanic †                            | James Horner e artisti vari | 16            | 588.000       | [ 15 ] [ 16 ] |
| 28 febbraio  | Titanic †                            | James Horner e artisti vari | 16            | 847.500       | [ 12 ] [ 17 ] |
| 7 marzo      | Titanic †                            | James Horner e artisti vari | 16            | 562.000       | [ 18 ] [ 19 ] |
| 14 marzo     | Titanic †                            | James Horner e artisti vari | 16            | 505.000       | [ 20 ] [ 21 ] |
| 21 marzo     | Titanic †                            | James Horner e artisti vari | 16            | 477.511       | [ 22 ] [ 23 ] |
| 28 marzo     | Titanic †                            | James Horner e artisti vari | 16            | 448.000       | [ 24 ] [ 25 ] |
| 4 aprile     | Titanic †                            | James Horner e artisti vari | 16            | 454.000       | [ 26 ] [ 27 ] |
| 11 aprile    | Titanic †                            | James Horner e artisti vari | 16            | 476.000       | [ 28 ] [ 29 ] |
| 18 aprile    | Titanic †                            | James Horner e artisti vari | 16            | 390.000       | [ 30 ] [ 31 ] |
| 25 aprile    | Titanic †                            | James Horner e artisti vari | 16            | 410.000       | [ 32 ] [ 33 ] |
| 2 maggio     | Titanic †                            | James Horner e artisti vari | 16            | 268.000       | [ 34 ] [ 35 ] |
| 9 maggio     | Titanic †                            | James Horner e artisti vari | 16            | 184.000       | [ 36 ] [ 37 ] |
| 16 maggio    | Before These Crowded Streets         | Dave Matthews Band          | 1             | 421.000       | [ 38 ]        |
| 23 maggio    | The Limited Series                   | Garth Brooks                | 2             | 372.410       | [ 39 ] [ 40 ] |
| 30 maggio    | The Limited Series                   | Garth Brooks                | 2             | 190.000       | [ 41 ]        |
| 6 giugno     | It's Dark and Hell Is Hot            | DMX                         | 1             | 251.391       | [ 42 ] [ 43 ] |
| 13 giugno    | City of Angels                       | Artisti vari                | 3             | 165.000       | [ 44 ]        |
| 20 giugno    | MP Da Last Don                       | Master P                    | 2             | 495.000       | [ 45 ] [ 46 ] |
| 27 giugno    | MP Da Last Don                       | Master P                    | 2             | 217.000       | [ 47 ] [ 48 ] |
| 4 luglio     | City of Angels                       | Artisti vari                | 3             | 169.000       | [ 49 ]        |
| 11 luglio    | City of Angels                       | Artisti vari                | 3             | 145.000       | [ 50 ]        |
| 18 luglio    | Armageddon: The Album                | Artisti vari                | 2             | 184.000       | [ 51 ]        |
| 25 luglio    | Armageddon: The Album                | Artisti vari                | 2             | 236.000       | [ 52 ] [ 53 ] |
| 1º agosto    | Hello Nasty                          | Beastie Boys                | 3             | 681.572       | [ 54 ] [ 55 ] |
| 8 agosto     | Hello Nasty                          | Beastie Boys                | 3             | 315.000       | [ 56 ] [ 57 ] |
| 15 agosto    | Hello Nasty                          | Beastie Boys                | 3             | 244.000       | [ 58 ] [ 59 ] |
| 22 agosto    | Da Game Is to Be Sold Not to Be Told | Snoop Dogg                  | 2             | 519.000       | [ 60 ] [ 61 ] |
| 29 agosto    | Da Game Is to Be Sold Not to Be Told | Snoop Dogg                  | 2             | 246.000       | [ 62 ] [ 63 ] |
| 5 settembre  | Follow the Leader                    | Korn                        | 1             | 268.000       | [ 64 ] [ 65 ] |
| 12 settembre | The Miseducation of Lauryn Hill      | Lauryn Hill                 | 4             | 422.624       | [ 66 ] [ 67 ] |
| 19 settembre | The Miseducation of Lauryn Hill      | Lauryn Hill                 | 4             | 265.000       | [ 68 ] [ 69 ] |
| 26 settembre | The Miseducation of Lauryn Hill      | Lauryn Hill                 | 4             | 214.000       | [ 70 ]        |
| 3 ottobre    | Mechanical Animals                   | Marilyn Manson              | 1             | 223.000       | [ 71 ]        |
| 10 ottobre   | The Miseducation of Lauryn Hill      | Lauryn Hill                 | 4             | 168.000       | [ 72 ]        |
| 17 ottobre   | Vol. 2... Hard Knock Life            | Jay-Z                       | 5             | 352.000       | [ 73 ]        |
| 24 ottobre   | Vol. 2... Hard Knock Life            | Jay-Z                       | 5             | 208.000       | [ 74 ] [ 75 ] |
| 31 ottobre   | Vol. 2... Hard Knock Life            | Jay-Z                       | 5             | 186.000       | [ 76 ]        |
| 7 novembre   | Vol. 2... Hard Knock Life            | Jay-Z                       | 5             | 189.000       | [ 77 ] [ 78 ] |
| 14 novembre  | Vol. 2... Hard Knock Life            | Jay-Z                       | 5             | 174.000       | [ 79 ] [ 80 ] |
| 21 novembre  | Supposed Former Infatuation Junkie   | Alanis Morissette           | 2             | 469.054       | [ 81 ] [ 82 ] |
| 28 novembre  | Supposed Former Infatuation Junkie   | Alanis Morissette           | 2             | 268.000       | [ 83 ]        |
| 5 dicembre   | Double Live                          | Garth Brooks                | 5             | 1.085.000     | [ 84 ]        |
| 12 dicembre  | Double Live                          | Garth Brooks                | 5             | 649.496       | [ 85 ] [ 86 ] |
| 19 dicembre  | Double Live                          | Garth Brooks                | 5             | 423.332       | [ 87 ] [ 88 ] |
| 26 dicembre  | Double Live                          | Garth Brooks                | 5             | 450.906       | [ 89 ] [ 90 ] |

Note:
1. ↑  Ha raggiunto il numero uno anche nel 1997
2. ↑  Ha raggiunto il numero uno anche nel 1999